# Jack Binion

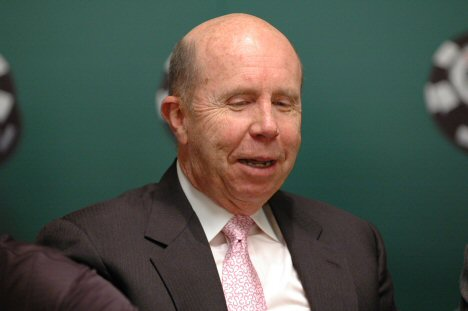
Jack Binion bei der WSOP 2005

Jack Binion (* 21. Februar 1937 in Dallas, Texas) ist ein US-amerikanischer Kasinobesitzer. Er ist der Sohn des Kasinomagnaten Benny Binion, für den er in Binion’s Horseshoe in Las Vegas arbeitete und Bruder von Ted Binion.

## Leben
Jack Binion wurde 1963 im Alter von 26 Jahren Vorsitzender des Horseshoe.
Er wurde berühmt, als er 1970 die erste World Series of Poker im Horseshoe beherbergte. Die World Series of Poker wurde bald die größte Pokerturnierserie weltweit.
1998 verkaufte Jack Binion seine Anteile an Binion’s Horseshoe an seine Schwester, Becky Behnen. Er behielt nur ein Prozent der Kasinoanteile, so dass er seine Nevada Gaming License behalten konnte. Binion bekam auch die Rechte am Horseshoe als Marke außerhalb Nevadas.
Binion gründete danach die Horseshoe Gaming Holding Corporation, die verschiedene Schiffskasinos unter dem Horseshoe-Namen entwickelte und leitete. Er bewarb die Kasinos für Harrah’s Entertainment, nachdem er die Firma 2004 dorthin verkauft hatte.
Während er bei Horseshoe Gaming war, initiierte Jack Binion das World Poker Open, das eines der größten Turniere ist, das Spieler für die World Series of Poker gewinnt.
Im Jahr 2005 wurde Jack Binion in die Poker Hall of Fame aufgenommen.
Binion wurde im Juli 2006 Vorsitzender von Wynn International. In diesem Posten eröffnete er am 5. September 2006 das Wynn Macau, ein großes Kasino in Macau.